# 本特·奥农·拉姆斯菲耶尔
本特·奥农·拉姆斯菲耶尔（挪威語：Bent Ånund Ramsfjell，1967年11月30日—），挪威男子冰壶运动员。他曾代表挪威获得2002年冬季奥运会冰壶比赛男子团体金牌。他也参加了2006年冬季奥运会。